# Sean Kelly
Sean Kelly (24 de maig de 1956, Carrick-on-Suir), anomenat El Rei de les Clàssiques, és un ex-ciclista irlandès, professional entre els anys 1977 i 1994, durant els quals va aconseguir 194 victòries.
Fou un gran especialista en etapes d'un dia, però també guanyà una edició de la Volta a Espanya. També és digne de destacar que aconseguí set victòries consecutives a la París-Niça, així com aconseguí la victòria de la Setmana Catalana, la Volta al País Basc, la Volta a Catalunya i la Volta a Suïssa, entre moltes altres.

## Palmarès
- 1976
  - 1r al Piccolo Giro de Llombardia
  - 1r al Cinturó a Mallorca
- 1977
  - Vencedor d'una etapa del Tour de Romandia
  - Vencedor d'una etapa a l'Étoile des Espoirs
- 1978
  - Vencedor d'una etapa del Tour del Mediterrani
  - Vencedor d'una etapa de la Setmana Catalana
  - Vencedor d'una etapa del Tour de França
  - Vencedor d'una etapa a l'Étoile des Espoirs
- 1979
  - 1r al Gran Premi de Canes
  - Vencedor de 2 etapes de la Volta a Espanya
- 1980
  - 1r als Tres dies de La Panne i vencedor d'una etapa
  - Vencedor de 5 etapes de la Volta a Espanya i  1r de la classificació per punts
  - Vencedor de 2 etapes del Tour de França
  - Vencedor d'una etapa de la Dauphiné Libéré
  - Vencedor d'una etapa de la Volta als Països Baixos
- 1981
  - Vencedor d'una etapa del Tour de França
  - Vencedor d'una etapa del Dauphiné Libéré
  - Vencedor d'una etapa dels Quatre dies de Dunkerque
  - Vencedor d'una etapa de la Volta a Bèlgica
  - Vencedor d'una etapa de la Volta a Luxemburg
- 1982
  - 1r a la París-Niça i vencedor de 4 etapes
  - 1r al Tour du Haut-Var
  - Vencedor d'una etapa del Tour de França i  1r de la classificació per punts
  - Vencedor d'una etapa del Critèrium Internacional
  - Vencedor d'una etapa de la Midi Libre
  - Vencedor de 2 etapes del Tour de l'Aude
  - Vencedor de 3 etapes a l'Étoile des Espoirs
  - 3r del Campionat del Món de ciclisme
- 1983
  - 1r a la Volta a Llombardia
  - 1r a la Volta a Suïssa i vencedor de 2 etapes
  - 1r a la París-Niça i vencedor de 3 etapes
  - 1r al Critérium Internacional i vencedor d'una etapa
  - 1r al Gran Premi d'Isbergues
  -  1r de la classificació per punts del Tour de França
  - Vencedor d'una etapa a l'Étoile des Espoirs
- 1984
  - Super Prestige Pernod International
  - 1r a la París-Roubaix
  - 1r a la Lieja-Bastogne-Lieja
  - 1r a la París-Niça i vencedor de 2 etapes
  - 1r a la Volta al País Basc i vencedor de 3 etapes
  -  1r a la Volta a Catalunya i vencedor de 4 etapes
  - 1r al Critèrium Internacional i vencedor de 3 etapes
  - 1r a la París-Tours
  - 1r a la París-Bourges
  - 1r al Gran Premi de Plouay
  - 1r al Tour del Nord-oest
  - 1r al Gran Premi d'Aix-en-Provence
  - Vencedor d'una etapa de la Volta a Suïssa
  - Vencedor de 2 etapes del Tour del Llemosí
- 1985
  - Super Prestige Pernod International
  - 1r a la Volta a Llombardia
  - 1r a la París-Niça
  - 1r a la Volta a Irlanda i vencedor de 2 etapes
  - Vencedor de 3 etapes de la Volta a Espanya i  1r de la classificació per punts
  - Vencedor de 2 etapes de la Volta al País Basc
  - Vencedor d'una etapa de la Volta a Catalunya
  - Vencedor d'una etapa del Critérium Internacional
  - Vencedor d'una etapa de la Volta als Països Baixos
  -  1r de la classificació per punts del Tour de França
- 1986
  - Super Prestige Pernod International
  - 1r a la Milà-Sanremo
  - 1r a la París-Roubaix
  - 1r a la París-Niça i vencedor de 2 etapes
  - 1r a la Volta al País Basc i vencedor de 3 etapes
  -  1r a la Volta a Catalunya i vencedor d'una etapa
  - 1r al Gran Premi de les Nacions
  - 1r a la Volta a Irlanda
  - Vencedor de 2 etapes del Critèrium Internacional
  - Vencedor de 2 etapes de la Volta a Espanya i  1r de la classificació per punts i de la combinada
  - Vencedor de 2 etapes de la Volta a la Comunitat Valenciana
  - Vencedor d'una etapa dels Tres dies de La Panne
  - Vencedor d'una etapa de la Volta a Aragó
  - Vencedor d'una etapa del Tour del Llemosí
- 1987
  - 1r a la París-Niça i una etapa
  - 1r a la Volta al País Basc i vencedor de 2 etapes
  - 1r al Critèrium Internacional i vencedor de 2 etapes
  - 1r a la Volta a Irlanda
  - Vencedor de 2 etapes de la Volta a Catalunya
  - Vencedor de 2 etapes de la Volta a Espanya
  - Vencedor d'una etapa dels Tres dies de La Panne
  - Vencedor d'una etapa de la Volta a la Comunitat Valenciana
- 1988
  -  1r a la Volta a Espanya, vencedor de 2 etapes i  1r de la classificació per punts i de la combinada
  - 1r a la Gant-Wevelgem
  - 1r a la París-Niça i vencedor d'una etapa
  - 1r a la Setmana Catalana i vencedor d'una etapa
  - Vencedor de 2 etapes del Tour del Llemosí
  - Vencedor d'una etapa de la Volta al País Basc
- 1989
  -  Copa del Món de ciclisme
  - 1r a la Lieja-Bastogne-Lieja
  - Vencedor d'una etapa de la Dauphiné Libéré
  -  1r de la classificació per punts al Tour de França
- 1990
  - 1r a la Volta a Suïssa i vencedor d'una etapa
- 1991
  - 1r a la Volta a Llombardia
  - 1r a la Volta a Irlanda
- 1992
  - 1r a la Milà-Sanremo
  - 1r al Trofeu Luis Puig
  - Vencedor d'una etapa de la Volta a Suïssa
  - Vencedor d'una etapa de la Volta a la Comunitat Valenciana

### Resultats al Tour de França
- 1978. 34è de la classificació general. Vencedor d'una etapa
- 1979. 38è de la classificació general
- 1980. 29è de la classificació general. Vencedor de 2 etapes
- 1981. 48è de la classificació general. Vencedor d'una etapa
- 1982. 15è de la classificació general. Vencedor d'una etapa.  1r de la classificació per punts. 1r de la Classificació dels esprints intermedis
- 1983. 7è de la classificació general. Porta el mallot groc durant 1 etapa.  1r de la classificació per punts. 1r de la Classificació dels esprints intermedis
- 1984. 5è de la classificació general
- 1985. 4t de la classificació general.  1r de la classificació per punts
- 1987. Abandona (12a etapa)
- 1988. 46è de la classificació general
- 1989. 9è de la classificació general.  1r de la classificació per punts.  1r de la Classificació dels esprints intermedis
- 1990. 30è de la classificació general
- 1991. Abandona (10a etapa)
- 1992. 43è de la classificació general

### Resultats a la Volta a Espanya
- 1979. Abandona. Vencedor de 2 etapes
- 1980. 4t de la classificació general. Vencedor de 5 etapes.  1r de la classificació per punts
- 1985. 9 de la classificació general. Vencedor de 3 etapes.  1r de la classificació per punts
- 1986. 3r de la classificació general. Vencedor de 2 etapes.  1r de la classificació per punts i de la combinada
- 1987. Abandona. Vencedor de 2 etapes
- 1988.  1r de la classificació general. Vencedor de 2 etapes.  1r de la classificació per punts i de la combinada
- 1990. 30è de la classificació general